# Hemieuryalidae
De Hemieuryalidae zijn een familie van slangsterren uit de orde Amphilepidida.

## Geslachten
- Hemieuryale Von Martens, 1867
- Ophioholcus Clark, 1915
- Ophioleila A.H. Clark, 1949
- Ophioplus Verrill, 1899
- Quironia A.H. Clark, 1934
- Sigsbeia Lyman, 1878